# Medaka
Medaka är en domesticerad form av de japanska risfiskarna Oryzias latipes och Oryzias sakaizumii som avlats i över 300 år till olika färger och former, dock har Medaka huvudsakligen använts som foderfisk till andra djur. Det var inte förrän dess stora renässans i Japan på tidiga 2000-talet som Medaka uppmärksammades globalt som en prynadsfisk och, precis som Koi på 1960-talet, har Medaka blivit väldigt populär. Idag finns det över 400 led och ett tjugotal nya varianter presenteras varje år på de japanska mässorna.
De växer till en storlek på knappt 4 cm, är lättodlade, och klarar en hög grad olika vattenkvalitéer och temperaturer, vilket gör dem till en mycket uppskattad dammfisk.